# Saint-Symphorien (Cher)
Saint-Symphorien ist eine Gemeinde mit 133 Einwohnern (Stand 1. Januar 2022) im französischen Département Cher in der Region Centre-Val de Loire; sie gehört zum Arrondissement Saint-Amand-Montrond und zum Kanton Trouy. Der Ort liegt im Tal des Flusses Trian, einem Nebenfluss des Cher.
| Bevölkerungsentwicklung | Bevölkerungsentwicklung | Bevölkerungsentwicklung | Bevölkerungsentwicklung | Bevölkerungsentwicklung | Bevölkerungsentwicklung | Bevölkerungsentwicklung | Bevölkerungsentwicklung | Bevölkerungsentwicklung |
| ----------------------- | ----------------------- | ----------------------- | ----------------------- | ----------------------- | ----------------------- | ----------------------- | ----------------------- | ----------------------- |
| Jahr                    | 1962                    | 1968                    | 1975                    | 1982                    | 1990                    | 1999                    | 2006                    | 2016                    |
| Einwohner               | 111                     | 129                     | 130                     | 111                     | 114                     | 105                     | 120                     | 134                     |

## Weblinks

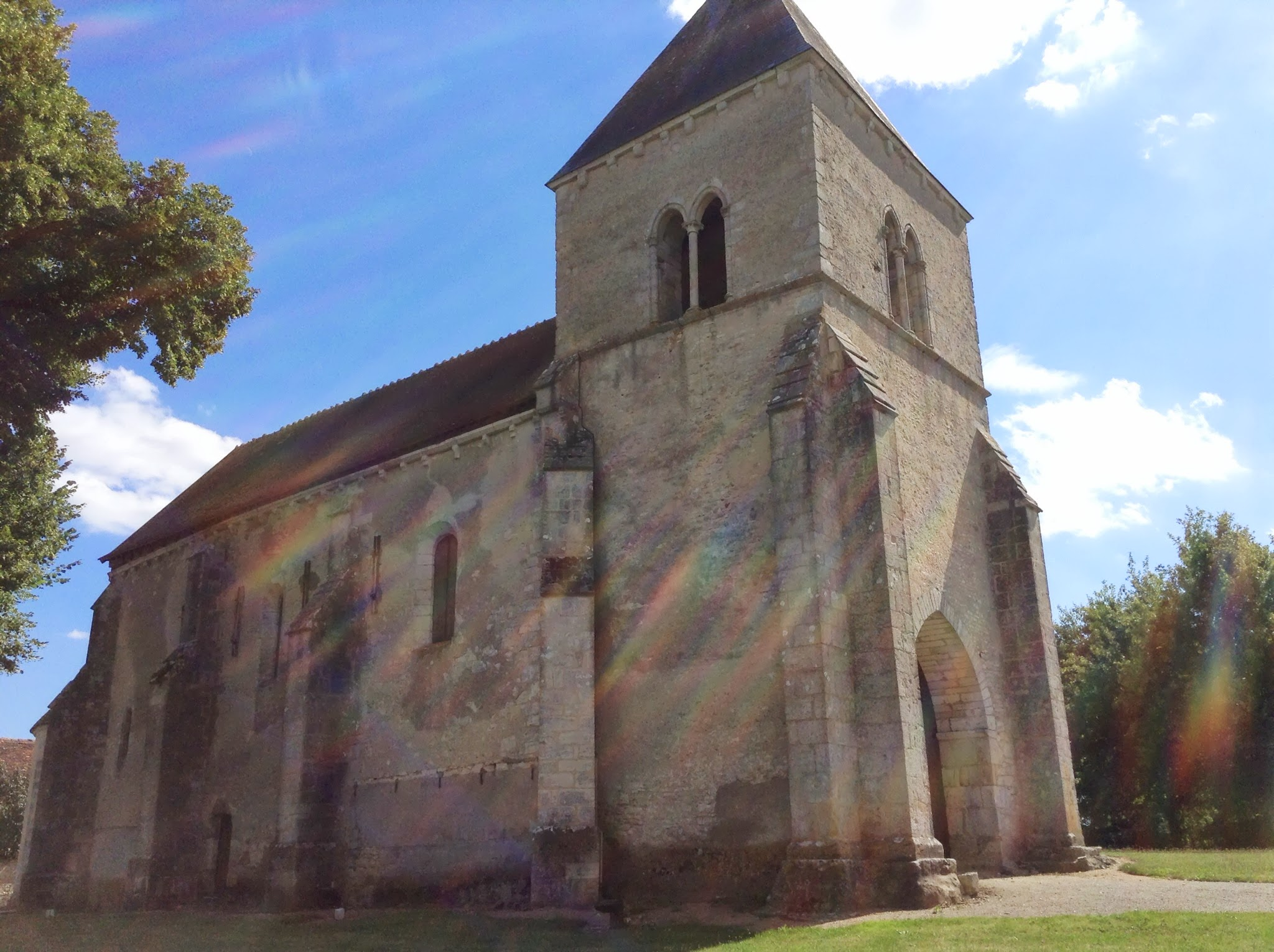
Kirche Saint-Symphorien